# Фелтем, Оуэн

Титульный лист книги «A brief character of the Low Countries». 1670

Оуэн Фелтем (англ. Owen Feltham; 1602 — 23 февраля 1668) — английский писатель

, эссеист, поэт.

## Биография
В молодости совершил путешествие в Нидерланды. Набожный англиканец. Некоторое время служил капелланом у графа Томонда.
Автор книги «Суждения, или Мысли, божественные, моральные и политические» («Resolves, Divine, Moral, and Political»), содержащей 146 коротких эссе (ок. 1620) и пользовавшейся большой популярностью в своё время. Его сочинение — сборник прозаических размышлений по религиозным, этическим и социальным темам, сыграл большую роль в развитии английского эссе как литературного жанра. Сочинение представляет собой ценный портрет духовного и интеллектуального роста молодого человека в течение его жизни, а также интересную информацию об общих и стилистических разработках в прозе XVII века.
В 1652 году опубликовал юмористическо-сатирическое прозаическое сочинение о Нидерландах и их жителях «Brief Character of the Low Countries» («Краткий характер Нидерландов») и небольшой, но впечатляющий сборник поэзии.
«Краткий характер…» сильно повлиял на образ голландцев у англичан в XVII веке, отчасти потому, что многие более поздние авторы стали использовать данные из его книги. В контексте многочисленных конфликтов между Англией и Нидерландами в этот период эти авторы часто выбирали такие аспекты из «Краткого характера», который позволили им изобразить голландцев в максимально негативном плане. Другие авторы заимствовали отрывки его сочинения, подчеркивающие исключительно положительные черты жителей Нидерландов.

Главными достоинствами голландцев являются их бережливость и усердие в работе, а также их способность вести войну. Это то, что позволило им стать такой важной торговой нацией и военной силой
Фелтем также положительно оценивает их интеллектуальные достижения, университеты, а также заботу о бедных и нуждающихся. Однако рассматривает некоторые из их достоинств как пороки: например, 

Их чистота и порядок — ценой более важных дел. Они сохраняют свой дом чище, чем своё тело, своё тело чище, чем свою душу
Его наиболее известное и цитируемое эссе «How the Distempers of these Times should affect wise Men», которое было включено в «Оксфордскую книгу эссе» Джона Гросса (John Gross' The Oxford Book of Essays), в которую вошли более ста лучших эссе на английском языке.
Автор ряда афоризмов.
- Наше знание лишь показывает нам меру нашего неведения.
- Несдержанный человек — что растрепанный моток шёлка.
- Истина и верность являются столпами храма мира. Когда они сломаны, их структура падает и рассыпается на куски.
- Гораздо безопаснее примириться с врагом, чем победить его. Победа может лишить его яда, но примирение лишит его воли.